# Neoplocaederus formosus
Neoplocaederus formosus es una especie de escarabajo longicornio del género Neoplocaederus, tribu Cerambycini, subfamilia Cerambycinae. Fue descrita científicamente por Harold en 1878.

## Descripción
Mide 34 milímetros de longitud.

## Distribución
Se distribuye por Angola.